# Kameleon (televisieprogramma)
Kameleon was een populair Vlaams televisieprogramma voor kinderen, dat werd uitgezonden tussen 1983 en 1993. Het was een knutselprogramma, gepresenteerd door Danny Verbiest en geproduceerd door Nonkel Bob.
Verbiest leerde kinderen knutselen met waardevolle maar goedkope materialen. Knutselen was trouwens een rekbaar begrip want ook koken en tuinieren kwamen aan bod. In de meeste afleveringen knutselde Verbiest tezamen met de kinderen. Na 10 jaar hield hij het voor bekeken en trok hij naar een poppentheater.
Het programma had ook een informatieve kant. Zo toog het team, met toen nog "realisator" Jef Ceulemans, in 1983 naar de Hof te Putte te Meldert. Daar lieten ze het historische boerenbedrijf zien. Met een driespan Brabantse trekpaarden werd het ploegen en eggen in beeld gebracht. Daarna werd er met wijde gebaren met de hand gezaaid. Op de boerderij werd kaas gemaakt en pannenkoeken gebakken. De kinderen hielpen mee met het rapen van de eieren.